# Stjärnenatt
För andra betydelser, se Stjärnenatt (olika betydelser).
Stjärnenatt (även Stjärnenatt i Saint-Rémy, original De sterrennacht) är en målning av den nederländske postimpressionistiske konstnären Vincent van Gogh från 1889. Tavlan, som föreställer en nattlig sydfransk vy innan gryningen med en virvlande natthimmel, är ett av van Goghs mest kända verk. Sedan 1941 har tavlan varit del av den permanenta utställningen vid Museum of Modern Art i New York.

## Historik och tema

### Bakgrund
Målningen avbildar den nattliga vyn utanför fönstret från van Goghs rum på sanatoriet i Saint-Rémy-de-Provence. Konstnären hade på egen begäran tagits in på nervhemmet i maj. Hemmet, som inhystes i ett före detta kloster, var främst inriktat mot välbärgade personer, och det var mindre än halvfullt när van Gogh anlände. Därigenom kunde han inte bara få ett sovrum på övervåningen utan även ett rum på första våningen som han använde som ateljé.
Under det år som van Gogh stannade på nervhemmet fortsatte han den flitiga produktion av målningar som han påbörjat under sin vistelse i Arles. Under maj 1889 målade han Irisar, i september samma år sitt blå självporträtt. Stjärnenatt kom till runt eller strax före 18 juni, eftersom han nämner målningen i ett brev till brodern Theo som daterats till detta datum. 

### Motiv
Stjärnenatt målades dagtid i ateljén på bottenvåningen. Vyn över landskapet har dock identifierats som från hans sovrum, vilket vette mot öster. Denna utsikt användes i sammanlagt inte mindre än 21 olika van Gogh-målningar. Han avbildade vyn vid olika tidpunkter under dagen och under olika väderförhållanden, inklusive soluppgången, månens uppgång, soldränkta dagar, mulna dagar, blåsiga dagar och vid minst ett tillfälle vid regn.
Personalen på hemmet tillät inte van Gogh att måla i sitt sovrum, men han hade där möjlighet att göra skisser i tusch eller kolstift. Så småningom började han göra sina tavlor utifrån tidigare målningar med samma vy. Gemensamt för alla dessa målningar är den diagonala linjen som kommer in från höger, en linje som motsvarar de låga kullarna i Chaîne des Alpilles. I 15 av 21 målningar syns cypresser bortom den stengärdesgård som avgränsar vetefältet.
Stjärnenatt är den enda av de 21 målningarna som presenterar en nattlig vy från sovrumsfönstret.
Den virvlande natthimlen är tydligt framträdande i målningen, där månen i höger bildkant är i nedan.

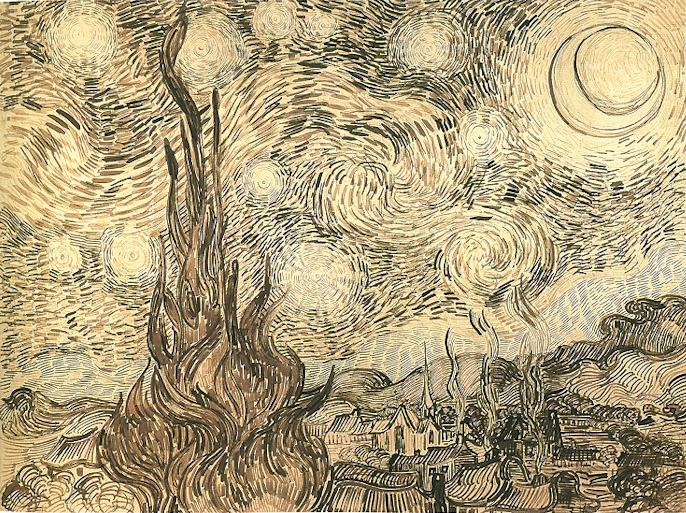
Cypresser i stjärnenatt, en teckning av van Gogh gjord i juni 1889 efter den då färdiga tavlan.

## Proveniens

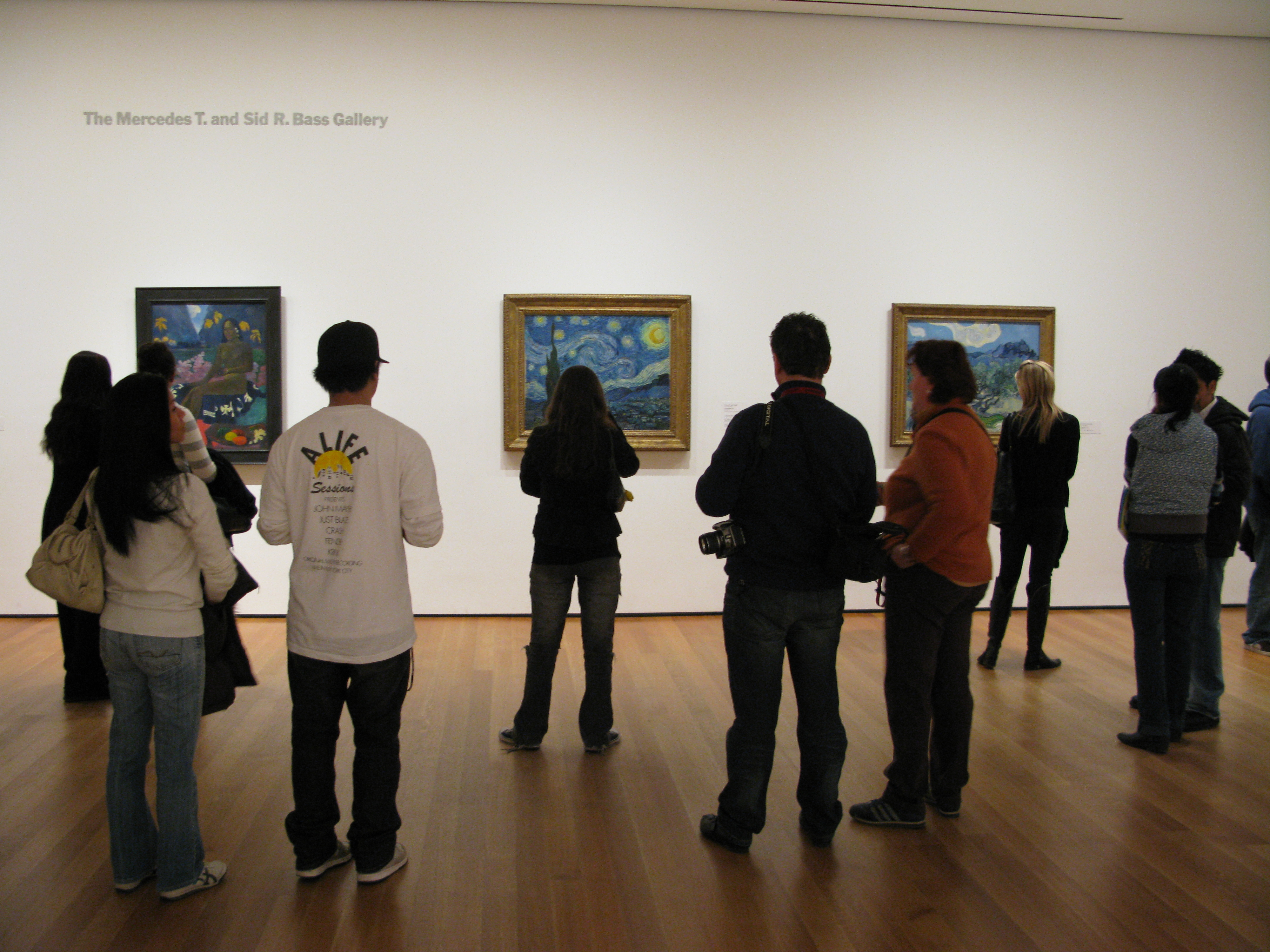
Tavlan där den hänger på Museum of Modern Art i New York.

Efter att först ha varit avvaktande sände van Gogh Stjärnenatt till Paris och brodern Theo. Detta skedde 28 september 1889, och med på transporten var också nio eller tio andra av Vincents målningar.
Theo van Gogh avled mindre än sex månader efter brodern, i januari 1891. Theos änka Jo blev därefter förvaltare av Vincent van Goghs kvarlåtenskap. 1900 sålde hon Stjärnenatt till poeten Julien Leclercq, som i sin tur året därpå sålde tavlan vidare till Gauguins vän Émile Schuffenecker.
Därefter återköpte Jo målningen från Schuffenecker, innan hon 1906 på nytt sålde den – denna gång till Oldezeel-galleriet i Rotterdam. Tavlan var i Rotterdambon Georgette P. van Stolks ägo från 1906 och fram till att hon 1938 sålde den till den internationella konsthandlaren Paul Rosenberg. Via Rosenberg förvärvade Museum of Modern Art Stjärnenatt, och sedan 1941 tillhör målningen museets permanenta utställning.

### Kronologi
- 1889–1891 – Theo van Gogh
- 1891–1900 – Johanna van Gogh-Bonger
- 1900–? – Julien Leclerq
- ?–? – Émile Schuffenecker
- ?–1906 – Johanna van Gogh-Bonger
- 1906 – Oldezeel-galleriet, Rotterdam
- 1906–1938 – Georgette P. van Stolk, Rotterdam
- 1938–? – Paul Rosenberg, New York/Paris
- ?–idag – Museum of Modern Art, New York

## Betydelse
Tavlan har allmänt hyllats som van Goghs magnum opus och har reproducerats många gånger. Nedan syns ett antal bildexempel på reproduktioner och bildreferenser till målningen.

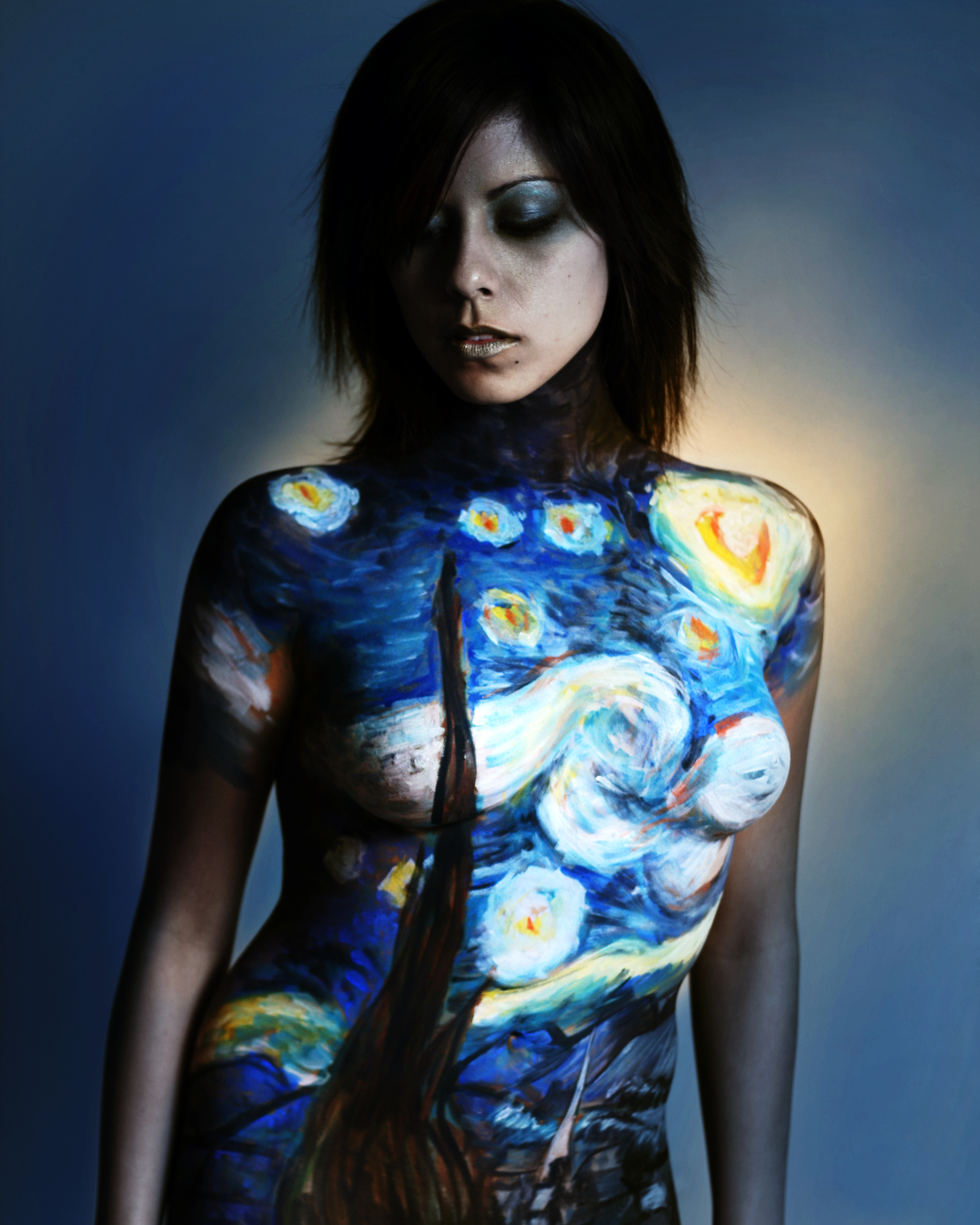
Kroppsmålning, 2008.
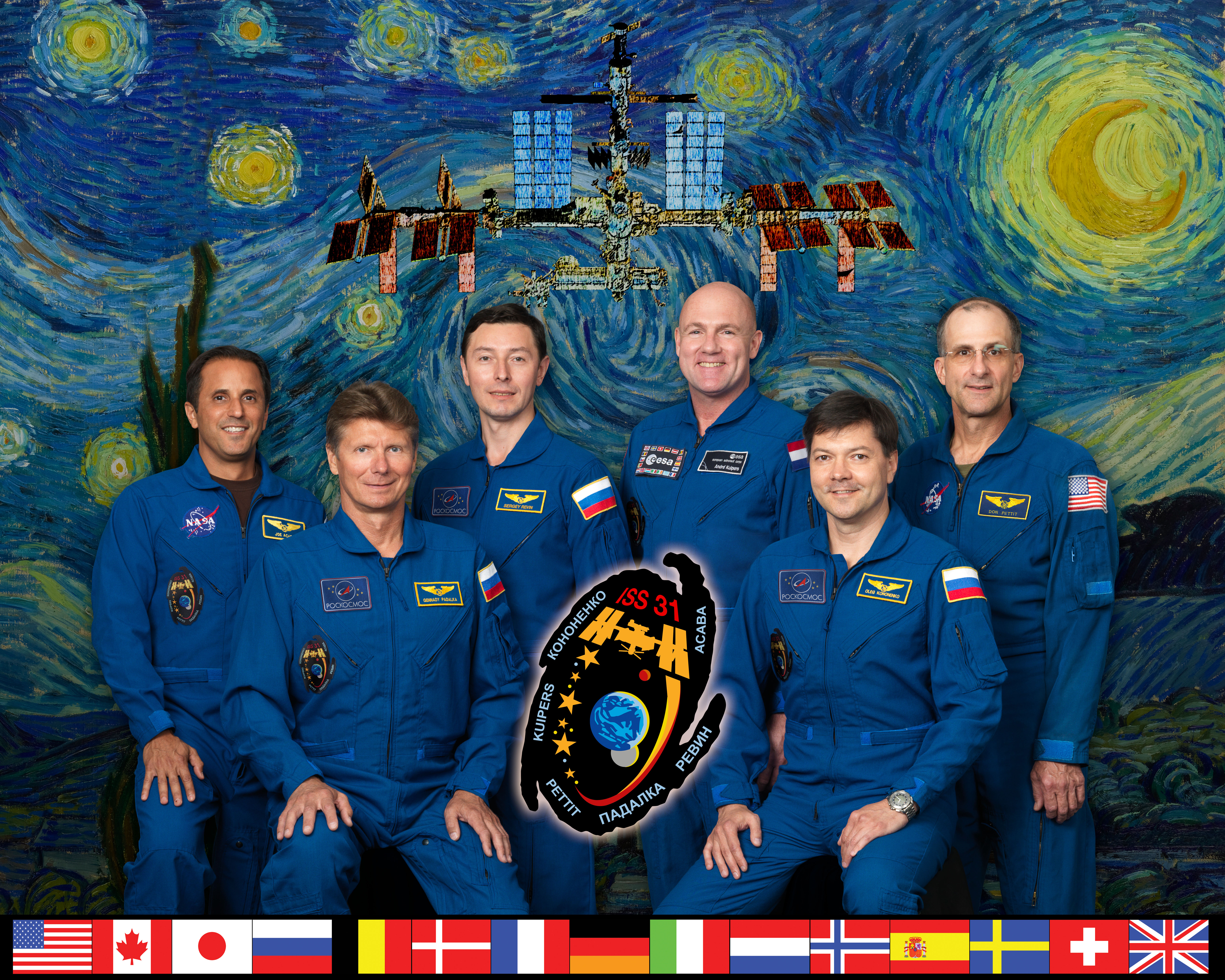
På väggen i Johnson Space Center (2011).
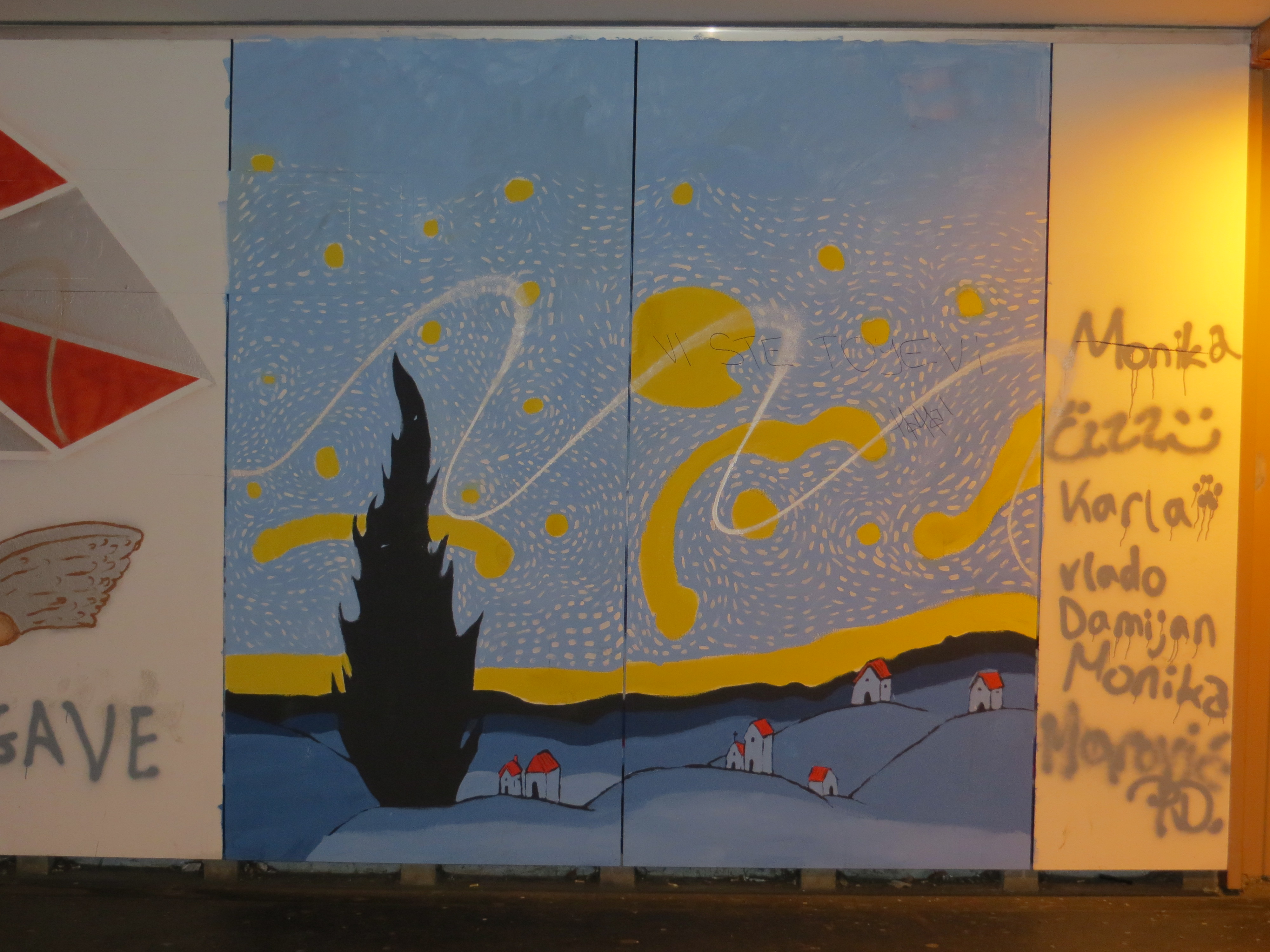
Graffiti i Zagreb (2012).
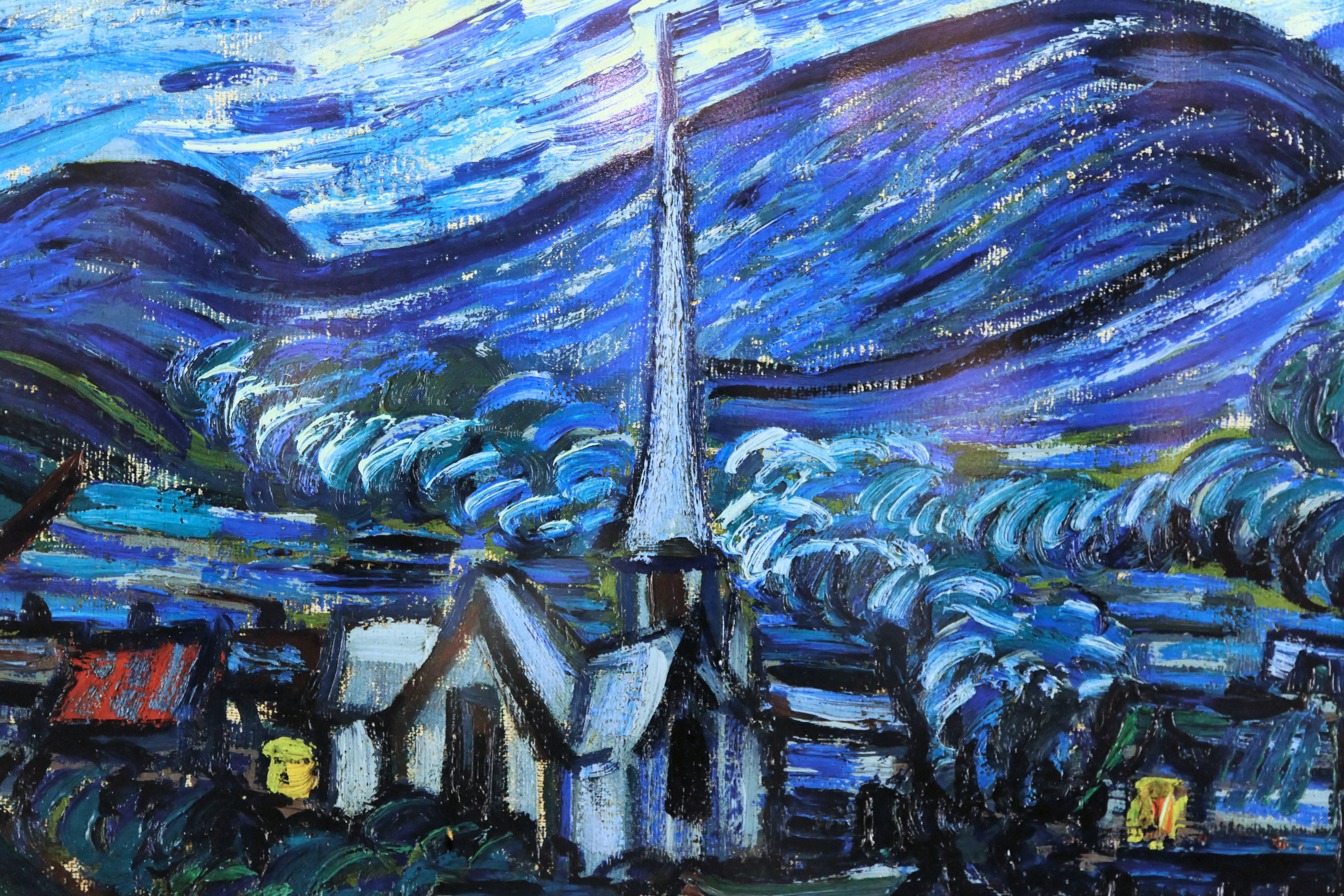
Replika av Frank Vincentz, på utställningen "Der schöne Schein'" i Oberhausen (2015).
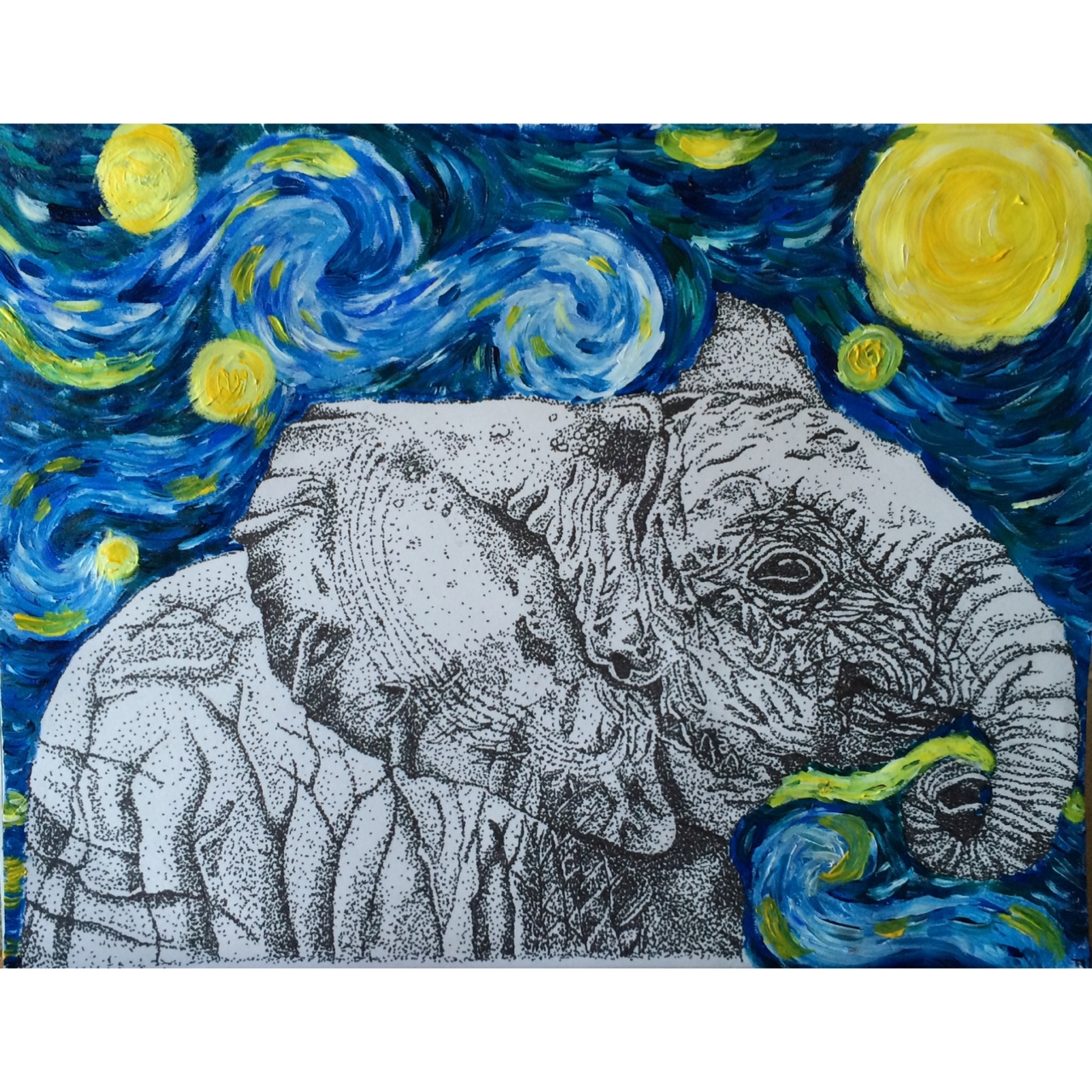
Elephant in Starry Night, multimediamålning och i tusch (2015).
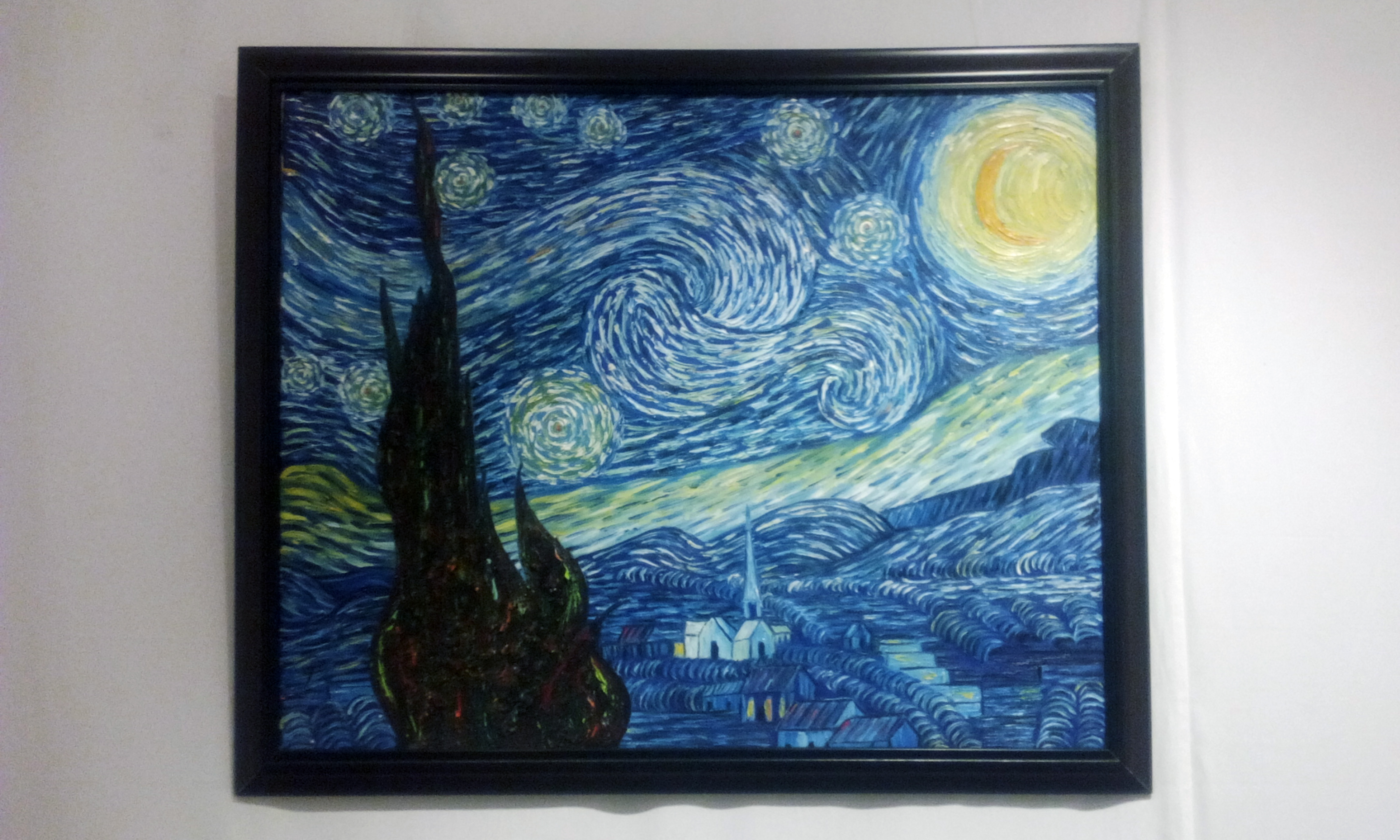
Reproduktion i Bangladesh (2015).
Bildkollage – med tillagda detaljer – med Stjärnenatt, Skriet, Flicka med pärlörhänge och Mona Lisa (2016).